# Toriko
Toriko (トリコ) est un manga de type shōnen créé par Mitsutoshi Shimabukuro. Il est prépublié entre mai 2008 et novembre 2016 dans l'hebdomadaire Weekly Shōnen Jump de l'éditeur Shūeisha, et est compilé en un total de 43 tomes. La version française est publiée par l'éditeur Kazé depuis septembre 2011, et les 43 tomes sont disponibles depuis le 4 juillet 2018.
Il s'agit d'un manga sur la nourriture, et sur l'importance des sens lors de la dégustation de ceux-ci. En effet lors de chaque scène de dégustation, l'apparence de l'aliment ainsi que son odeur, sa texture et son goût sont très détaillés, principalement pour faire ressentir aux lecteurs les mêmes sensations que le héros principal.
À la suite du succès du manga, une adaptation en série télévisée d'animation produite par le studio Tōei animation est diffusée les dimanches matin au Japon sur Fuji Television entre le 3 avril 2011 et le 30 mars 2014. Cette série, composée de 147 épisodes, couvre les 28 premiers tomes du manga. Deux OAV ont été diffusés en octobre 2009 et octobre 2010 lors de l'évènement Jump Super Anime Tour. Un film d'animation en 3D est sorti en mars 2011 par la Tōei animation, et un second film d'animation est sorti en juillet 2013.

## Synopsis
L'histoire de Toriko se déroule dans un monde imaginaire où le goût et la texture des aliments sont très importants. L'intrigue se centre sur Toriko, chasseur d'ingrédients qui poursuit une quête du "menu parfait", qui serait composé de tous les meilleurs plats existant à travers le monde. Son équipe doit cependant faire face à une nature extrêmement hostile, sans compter les chasseurs d'ingrédients malintentionnés qui tentent de leur voler les ingrédients, ce qui donne lieu à des combats épiques.

## Personnages
Toriko (トリコ)
Toriko est le personnage principal du manga. Il est reconnu à travers le monde comme un membre des 4 grands rois bishoku-ya avec Coco, Sunny et Zebra. Doté d'une force surhumaine et d'un odorat hors du commun, c'est un glouton qui engloutit tout ce qui lui passe sous la main. Son simple regard suffit à effrayer des bêtes féroces. Son but est de créer le menu parfait, qui serait composé de tous les meilleurs aliments existants dans le monde.
Voici le menu parfait de Toriko :
- Hors d'œuvre : BB Corn (niveau de capture 35)
- Soupe : Century Soup (préparée par Komatsu - niveau de capture 60)
- Poisson : Ougai -Mémoires des mers lointaines- (niveau de capture inconnu)
- Viande : Kanzou - End Mammouth
- Principal : GOD
- Salade : Air
- Dessert : Fruit arc-en-ciel (niveau de capture 12)
- Boisson : Œuf de Milliarpiaf (niveau de rareté inconnue)

Komatsu (小松)
C'est le chef cuisinier de l'Hôtel Gourmet, il suit Toriko dès le début du manga avec lequel il entretiendra des relations plus « intimes » par la suite. Il prend un réel intérêt dans le manga à partir de l'arc de la Baleine Fugu car c'est lui qui réussit à en extraire le poison et à la cuisiner, depuis, c'est en général lui qui cuisine les ingrédients de Toriko quand il est présent.
Komatsu fera un tandem avec Toriko (deviennent coéquipier). Komatsu n'est pas vraiment un combattant mais dans le chapitre 134, il fera fuir une bête de niveau de capture 38 avec intimidation grâce à son couteau de cuisine ce qui réveillera par la suite une antique créature nommée Nitro.
Coco (ココ, Koko)
Coco est le diseur de bonne aventure de « Gourmet chanceux » mais il est surtout connu comme étant membre des 4 grands rois bishoku-ya avec Toriko, Sunny et Zebra. Il a comme partenaire Kiss, le corbeau empereur. À cause d'injections répétées de poisons pour en acquérir l'immunité, Coco est devenu un homme toxique, c'est pour cela que peu de bêtes osent l'attaquer. Mais ce n'est pas sa seule particularité: il peut aussi voir au-delà de la lumière visible, il voit également les infrarouges, les ultra-violets et les champs électromagnétiques. Cela lui permet de voir ce qui semble être l'obscurité pour la plupart des gens mais qui est parfaitement visible pour lui.
Le menu parfait de Coco :
- Hors d'œuvre : Sandoriko (niveau de capture inconnu)
- Soupe : Larmes de Dragon Lee (niveau de capture 21)
- Poisson : Marlin à queue frétillante (niveau de capture 18)
- Viande : Phoenix G2 (niveau de capture 25)
- Principal :
- Salade : Néo-Tomate (niveau de rareté 12)
- Dessert : Fruit Dumrum (niveau de rareté 30)
- Boisson : ATOM

Sunny (サニー, Sanī)
Sunny est un bishoku-ya, il fait d'ailleurs partie des 4 grands rois bishoku-ya avec Toriko, Coco et Zebra. Il attache une très grande importance à la beauté et se bat grâce à des filaments qui se situent à l'extrémité de ses cheveux et qu'il appelle des "touchés". Il peut les manipuler à sa guise. Chacun de ses "touchés" est extrêmement solide et peut supporter 250 kilogrammes. Mais ses "touchés" peuvent aussi sentir la peau et goûter les aliments. Son compagnon est Quinn, un serpent-mère.
Le menu parfait de Sunny :
- Hors d'œuvre : Caviar à belle peau (niveau de capture 30)
- Soupe : Soupe de homard Calice (niveau de capture 19)
- Poisson : Thon à peau blanche (niveau de capture 25)
- Viande : Bœuf beauté pure (niveau de capture 21)
- Principal : Viande Joyau (niveau de capture 48)
- Salade : Haricot à peau douce (niveau de capture 15)
- Dessert : EARTH
- Boisson : Alcool d'écailles de dragon Calice (niveau de rareté 35)

Zebra (ゼブラ, Zebura)
Zebra est le plus fort mais aussi le plus rebelle des quatre rois Bishoku-ya. Il a été emprisonné à la prison de Miel pour avoir fait disparaître 26 aliments du monde gourmet. Il sera ensuite libéré par Toriko pour aller chercher le Cola dans la pyramide gourmet. Il se bat avec des déflagrations soniques qu'il produit avec ses cordes vocales. De plus, son sens de l'ouïe est extrêmement développé, ce qui lui permet de se repérer comme une chauve-souris. Il n'a pas de menu mais il le commence à la suite de négociations avec Komatsu.
Le menu parfait de Zebra :
- Hors d'œuvre : Tripes de démon Kishin (niveau de capture 91)
- Soupe : Soupe Équatoriale (niveau de capture 87)
- Poisson : ANOTHER
- Viande : Île Barbecue (niveau de capture inconnue)
- Principal :
- Salade : Bébés Cloportes (niveau de capture inconnu)
- Dessert : Offrandes de l'ermite Daruma (niveau de capture inconnue)
- Boisson : Mellow-Cola (niveau de rareté 92)

## Manga

Logo japonais du manga.

La série, écrite et dessinée par Mitsutoshi Shimabukuro, est publiée dans le magazine Weekly Shōnen Jump à partir du 19 mai 2008. Le premier volume relié est publié par Shūeisha le 4 novembre 2008. Les lecteurs ont la possibilité de soumettre des idées et design de monstres ou aliments afin qu'ils apparaissent dans le manga. Un crossover entre Toriko et One Piece, écrit et dessiné par les auteurs originaux, a été publié le 4 avril 2011 dans le magazine Weekly Shōnen Jump. Le dernier chapitre de la série est publié le 21 novembre 2016, et la série compte un total de 43 tomes.
La version française est éditée par Kazé depuis septembre 2011. La série est également publiée en Amérique du Nord dans le magazine digital Weekly Shōnen Jump Alpha puis éditée par VIZ Media.
| - « Galala Gator » (「ガララワニ」, « Garara Wani ») (chapitres 1-2) - « Fruit arc-en-ciel » (「虹の実」, « Niji no Mi ») (chapitres 3-7) - « Puffer Whale » (「フグ鯨」, « Fugu Kujira ») (chapitres 19-54) - « Regal Mammoth » (「リーガルマンモス」, « Rīgaru Manmosu ») (chapitres 55-62) - « BB Corn » (「BBコーン」, « Bī-Bī Kōn ») (chapitres 63-100) - « Soupe du siècle » (「センチュリースープ」, « Senchurī Sūpu ») (chapitres 101-109) - « Ciel de légumes » (「ベジタブルスカイ」, « Bejitaburu Sukai ») (chapitres 110-113) - « la réalité du monde Gourmet » (「グルメ界の現実」, « Gurume-Kai no Genjitsu ») (chapitres 114-124) - « Melk » (「メルクの星屑」, « Meruku no Hoshikuzu ») (chapitres 125-143) - « Mellow Cola » (「メロウコーラ」, « Merō Kōra ») (chapitres 144-147) - « la pause de Toriko » (「トリコの休憩」, « Toriko no kyūkei ») (chapitres 148-155) - « Ail météore » (「メテオガーリック」, « Meteo Gārikku ») (chapitres 156-173) - « Fruit bulle » (「シャボンフルーツ」, « Shabon Furūtsu ») (chapitres 174-193) - « Quatre bêtes » (「四獣」, « Shijū ») (chapitres 194-209) - « Festival culinaire » (「クッキングフェス」, « Kukkingu Fesu ») (chapitres 210-263) - « Oiseau billion » (「ビリオンバード」, « Birion Bādo ») (chapitres 264-271) - « AIR » (「エア」, « Ea ») (chapitres 272-294) - « PEA » (「ペア」, « Pea ») (chapitres 295-323) - « ANOTHER » (「アナザ」, « Anaza») (chapitres 324-368) - « GOD » (「GOD」, « Goddo ») (chapitres 369-396) |

## Anime

### OAV
Un OAV de 30 minutes est sorti au Japon le 12 octobre 2009 par le studio Ufotable au Jump Super Anime Tour 2009,.
Un second OAV nommé Toriko: Capture the Barbarian Ivy! (トリコ バーバリアンアイビーを捕獲せよ!) a ensuite été diffusé le 23 octobre 2010 au Jump Super Anime Tour 2010.

### Films d'animation
Un premier film d'animation a été annoncé dans le magazine Weekly Shōnen Jump numéro 44 de 2010. D'une durée de 40 minutes, celui-ci s'intitule Toriko 3D: Kaimaku Gourmet Adventure !! et est sorti au Japon en mars 2011 par la Tōei animation.
Un second film d'animation a été annoncé en janvier 2013. Celui-ci s'intitule Toriko: Bishokushin no Special Menu (劇場版トリコ 美食神の超食宝, Gekijō-ban Toriko Bishoku-shin no Chō Shoku Takara) et est sorti le 27 juillet 2013 au Japon.

### Série télévisée

Logo japonais de l’adaptation animée.

L'adaptation en série télévisée d'animation a été annoncée en décembre 2010 dans le numéro combiné 3/4 du magazine Weekly Shōnen Jump. Celle-ci est diffusée depuis le 3 avril 2011 sur la chaine Fuji TV à 9 h, en remplacement de Dragon Ball Z Kai et juste avant One Piece, dans la case horaire nommée « Dream 9 ».
Le premier épisode est en fait un crossover avec One Piece pour lequel c'est l'épisode 492. Un second cross-over avec One Piece a été diffusé le 8 avril 2012, en tant qu'épisode 51 de Toriko et épisode 542 de One Piece. Un épisode spécial d'une heure, divisé en deux parties, a été diffusé le 7 avril 2013 au Japon. Il s'agit d'un cross-over entre Toriko, One Piece et Dragon Ball Z.
La série prend fin le 30 mars 2014 et est remplacée par Dragon Ball Z Kai saga Boo.

### Doublage
| Personnages      | Personnages      | Voix japonaises  | Voix françaises     |
| ---------------- | ---------------- | ---------------- | ------------------- |
| Toriko           | Toriko           | Ryōtarō Okiayu   | Antoine Nouel       |
| Komatsu          | Komatsu          | Romi Paku        | Dimitri Rougeul     |
| Sunny            | Sunny            | Mitsuo Iwata     | Stéphane Ronchewski |
| Coco             | Coco             | Takahiro Sakurai | Stéphane Marais     |
| Zebra            | Zebra            | Kenji Matsuda    |                     |
| Tina             | Tina             | Nana Mizuki      | Anouck Hautbois     |
| Groboss (Mansam) | Groboss (Mansam) | Juurouta Kosugi  | Marc Bretonnière    |
| Rin              | Rin              | Asami Tano       | Joséphine Ropion    |
| Ichiryû          | Ichiryû          | Kenyuu Horiuchi  | Philippe Bozo       |

## Réception
Au Japon, Toriko devient de plus en plus célèbre avec 7,7 millions d'exemplaires vendus pour 14 tomes. En 2009, le manga est sélectionné pour le Prix Manga Taishō. En mars 2012, les ventes totales du manga ont dépassé les 12 millions d'exemplaires. En novembre 2012, le tirage des vingt-et-un premiers tomes s'élevait à 14 millions d'exemplaires. En août 2013, 17 millions d'exemplaires sont en circulation au Japon. Dans un chapitre, l'auteur annonce que l'anime est un véritable carton.
En France, une exposition nommée Shonen Heroes s'est déroulée du 30 juin au 11 juillet 2012.

## Produits dérivés

### DVD
En France, Kazé est le studio qui produit et édite les coffrets DVD en V. O. / V. F. sous l'appellation de « Box » :
- Box 1 avec 17 épisodes (1 à 17) est sorti le 26 juin 2013 ;
- Box 2 avec 16 épisodes (18 à 33) est sorti le 4 septembre 2013.
- Box 3 avec 16 épisodes (34 à 49) est sorti le 6 novembre 2013.

### Publications
- One shot
Un one shot contenant le pilote de Toriko ainsi que d'autres histoires courtes est sorti le 2 octobre 2009 au Japon[28] et le 1er juillet 2015 en France[29].

- Romans
Un roman nommé 劇場版　トリコ est sorti le 22 mars 2011 au Japon[30].

- Livres
Une série de livres est sortie au Japon :
  - Le premier est sorti le 5 octobre 2011[31] ;
  - Le deuxième est sorti le 3 février 2012[32] ;
  - Le troisième est sorti le 2 mai 2012[33] ;
  - Le quatrième est sorti le 3 août 2012[34] ;
  - Le cinquième est sorti le 5 décembre 2012[35] ;
  - Le sixième est sorti le 5 mai 2013[36] ;
  - Le septième est sorti le 4 janvier 2014[37].

- Guide Book
Un Guide Book nommé Gourmet Hunting Book est sorti le 4 novembre 2011 au Japon[38].

### Jeux vidéo
Un jeu vidéo nommé Toriko: Gourmet Survival édité par Namco Bandai est sorti le 4 août 2011 sur PlayStation Portable au Japon. Une suite nommée Toriko: Gourmet Survival 2 est sorti le 5 juillet 2012 sur PlayStation Portable au Japon.
Trois jeux vidéo sont sortis sur Nintendo 3DS au Japon : Toriko: Gourmet Monster (トリコ グルメモンスターズ!, Toriko Gurume Monsutāzu!) est sorti le 13 décembre 2012, Toriko: Gourmet ga Battle (トリコ グルメガバトル!, Toriko Gurume ga Batoru!) est sorti le 4 juillet 2013, et Toriko: Ultimate Survival (トリコ アルティメットサバイバル, Toriko Arutimetto Sabaibaru) est sorti le 2 novembre 2013.
Toriko et Zebra sont jouables dans le jeu vidéo J-Stars Victory Vs sorti sur PlayStation 3 et PlayStation Vita le 19 mars 2014.

### Série dérivée
Une série dérivée de Toriko, intitulée Gourmet Gakuen Toriko (グルメ学園トリコ) et arborant un graphisme SD, est dessinée par Akitsugu Mizumoto entre décembre 2010 et décembre 2016 dans le magazine Saikyō Jump,. Le premier tome est sorti le 4 avril 2012, et un total de neuf tomes sont commercialisés.